# Dyschoriste pinetorum
Dyschoriste pinetorum là một loài thực vật có hoa trong họ Ô rô. Loài này được Kobuski mô tả khoa học đầu tiên năm 1928.